# Марчано (Мачерата)
Марчано (итал. Marciano) насеље је у Италији у округу Мачерата, региону Марке.
Према процени из 2011. у насељу је живело 40 становника. Насеље се налази на надморској висини од 293 м.